# Amata calidupensis
Amata calidupensis är en fjärilsart som beskrevs av Rothschild. Amata calidupensis ingår i släktet Amata och familjen björnspinnare. Inga underarter finns listade i Catalogue of Life.